# Mon (taal)
De Mon-taal  is een Austroaziatische taal die gesproken wordt door  de  Mon, die in  Myanmar en Thailand wonen. De Mon-taal is thans bedreigd, omdat de jongere generatie - onder sterke maatschappelijke druk - in toenemende mate overgaat op het Birmaans. In tegenstelling tot de meeste andere talen in de regio, is Mon geen toontaal.
De Mon-taal  is van groot historisch belang in Birma.  Het was de lingua franca van het koninkrijk van  Pagan, in de vroege middeleeuwen. Het is via de Mon dat de Birmanen het Theravada Boeddhisme en hun schrift overnamen. 